# 布萊克斯通 (伊利諾伊州)
布萊克斯通（英語：Blackstone）是位於美國伊利諾伊州利文斯頓縣的一個非建制地區。該地的面積和人口皆未知。

## 地理
布萊克斯通的座標為40°05′04″N 88°41′27″W / 40.08444°N 88.69083°W，而該地的平均海拔高度為225米（即738英尺）。